# 日米貿易交渉 (2018年-2019年)
日米貿易交渉（にちべいぼうえきこうしょう）、ここでは日本とアメリカ合衆国との間で2018年から2019年の間で行われた貿易交渉を扱う。

## 背景
2017年にアメリカ合衆国大統領となったドナルド・トランプは、選挙戦の段階から各国との貿易障壁、貿易摩擦の問題を取り上げており、出馬当初から就任後も一貫して中華人民共和国やメキシコ、日本の名を挙げて対米貿易黒字を抱える国に対し貿易不均衡の是正を求め始めた。特に、最大の貿易相手国である中国に対しては、2018年3月の通商拡大法232条の国防条項発動以降、互いに関税と対抗措置で応酬して米中貿易戦争と呼ぶレベルにまで摩擦が激化した。
アメリカは、日本に対しても貿易交渉を求め、2017年4月18日には、麻生太郎副総理兼財務大臣とマイク・ペンス副大統領による日米経済対話の初会合が都内で開かれた。日米は経済的関係の強化のため、貿易や投資の基準や両国で経済的利益や雇用を生み出す分野を議論することとした。同年10月16日には、麻生副総理が訪米してペンス副大統領との間で第2回目の日米経済対話が行われ、アメリカ側から二国間の自由貿易協定（FTA）交渉開始について要望があがったが、トランプ大統領は、これらの交渉、協議が十分に進んでいないと感じ不満を募らせることとなった。翌2018年3月には「日本の安倍晋三首相や他の偉大な友人たちは『アメリカをうまく出し抜いてきた』とほくそ笑んでいる。そういった時代は終わりだ」と述べて通商拡大法232条の国防条項を中国のみならず、日本にも適用した。これに対して日本も翌4月に8年ぶりの中日経済ハイレベル対話と閣僚会合を行って麻生副総理らは米国の輸入制限と保護主義への懸念を中国側と共有し、同年10月には日本の安倍首相が7年ぶりの単独訪中を行って様々な日中の経済協力で合意し、アメリカとの貿易摩擦が日中を接近させたともBBCなどから評されていた。
しかし、日米の貿易交渉は続けられ、2018年4月17日-18日に行われた日米首脳会談でも貿易問題は取り上げられ、「双方の利益となるように、日米間の貿易・投資を更に拡大させ、公正なルールに基づく自由で開かれたインド太平洋地域における経済発展を実現するために、茂木敏充経済再生担当大臣とロバート・ライトハイザーアメリカ合衆国通商代表との間で自由で公正かつ相互的な貿易取引のための協議を開始する」ことが合意された。翌2019年9月に日本の安倍首相は米農産物に関して市場開放を受け入れる部分合意（日米貿易協定）をトランプ大統領と結んでアメリカは対日追加関税を見送ることとなった。
この追加関税の回避は、日米貿易協定に法的拘束力のあるものとして規定されたのではなく、日米共同声明パラ４で「日米両国は、これらの協定が誠実に履行されている
間、両協定及び本共同声明の精神に反する行動を取らない。」と漠然として表現で表明されているだけである。これについては「未来永劫（みらいえいごう）、日本が適用除外ということにはならない、日本側は口頭約束も含めて確認されたというが、米国側の文書には言及はなく、日米両国で認識が共有されているかというと疑問符が付く」との論評がされている。
なお、日米貿易協定の国会承認における衆議院通過の報道で産経新聞は「承認案は米国産農産物への関税を撤廃・削減する一方、米国が日本車への追加関税を課さないことなどを確認する内容」と報道したが、前述のとおり日米貿易協定には何ら追加関税の回避の規定はない。

## 経過
日本の内閣官房から公表されている協議状況は下記のとおり。
- 2018年8月9日－10日 - 茂木大臣が訪米。ライトハイザー通商代表との間で「自由で公正かつ相互的な貿易取引のための協議（Talks for Free, Fair and Reciprocal Trade Deals）、略称FFR」第1回会合[18][19]。
- 2018年9月25日 - 茂木大臣が訪米。ライトハイザー通商代表との間でFFR第2回会合[20][21]。
- 2019年4月25日－26日 - 日米貿易交渉に関する閣僚会合・首脳会談。麻生大臣とスティーブン・ムニューシン財務長官との会談も行われた[22]。
- 2019年5月21日 - 日米貿易交渉に関する事務レベル協議[23]。
- 2019年5月25日 - トランプ大統領が国賓として訪日[24][25]。日米首脳会談に先立ち、茂木大臣とライトハイザー通商代表との間で日米貿易交渉に関する閣僚協議[26]。
- 2019年6月10日-11日、7月24日-26日、8月13日-14日 - 日米貿易交渉に関する実務者協議[27][28][29]。
- 2019年6月13日 - 茂木大臣が訪米。ライトハイザー通商代表との間で日米貿易交渉に関する閣僚協議。7月21日投開票の参院選後、早期に成果を出すことを表明[30][31] [32]。
- 2019年6月28日 - 同日開催された日米首脳会談に合わせて茂木大臣とライトハイザー通商代表との間で日米貿易交渉に関する閣僚協議[33] [34]。
- 2019年8月1日-2日 - 茂木大臣が訪米。ライトハイザー通商代表との間で日米貿易交渉に関する閣僚協議[35] [36]。
- 2019年8月25日 - 日米貿易交渉に関する首脳会談[37][38]。
- 2019年9月23日 - 茂木大臣が訪米。ライトハイザー通商代表との間で日米貿易交渉に関する閣僚協議。9月25日の日米首脳会談後、秋の臨時国会での協定案承認を目指す考えを表明[39][40][41]。
- 2019年9月25日 - 訪米中の安倍首相はトランプ大統領と日米首脳会談を実施。新たな日米貿易協定及び日米デジタル貿易協定の最終合意を確認する旨の日米共同声明に署名した[42][14]。
- 2019年10月7日 - ワシントンＤＣのホワイトハウスにおいて、杉山晋輔駐米大使ととライトハイザー通商代表との間で日米貿易協定及び日米デジタル貿易協定の署名が行われ、トランプ大統領が同席した。トランプ大統領は、署名式を開いた部屋に米農業団体幹部らを集め、「この協定のおかげで、日本市場で米国の農家は世界中の国とフェアに競争できる」などと述べた[43][44]。すでに首脳間で合意を確認しているとはいえ、いままで日本が締結したEPA[45]は、首相か閣僚が[46]署名しており、大使による署名は始めてである。

- 協定の署名については、日本においては閣議決定を要するが、翌日の10月8日に定例閣議が開催されにもかかわらず、10月7日に持ち回り閣議により決定された[47]。これについて茂木外務大臣は、10月7日夕方の記者会見で「一日でも早く，as soon as possibleということ」と説明した[48]。署名式に米農業団体幹部らを集めたこと等の米国側の日程の関係については言及していない[48]。